# Ekshibicjonizm
Ekshibicjonizm (łac. exhibeo „pokazuję”  od ex „na zewnątrz”  i habeo „mam”) – rodzaj parafilii seksualnej; stan, w którym jedynym lub preferowanym sposobem osiągania satysfakcji seksualnej jest demonstrowanie swoich narządów płciowych lub aktywności seksualnej (np. masturbacji) obcym osobom – zazwyczaj płci przeciwnej – które się tego nie spodziewają. Osoby obnażające się nie zdradzają zamiaru współżycia seksualnego z mimowolnym uczestnikiem tej sytuacji. Reakcja lęku/szoku u świadka tego zdarzenia zwiększa podniecenie ekshibicjonisty.

## Kryteria DSM-IV
1. Pojawiające się przynajmniej przez sześć miesięcy powracające, silnie podniecające fantazje seksualne, impulsy seksualne lub zachowania związane z pokazywaniem swoich genitaliów niespodziewającej się tego osobie.
2. Fantazje, impulsy lub zachowania powodujące klinicznie znaczący dyskomfort lub upośledzenie w towarzyskim, zawodowym lub innym obszarze funkcjonowania[4][5].